# Saint-Victor-Malescours
Saint-Victor-Malescours är en kommun i departementet Haute-Loire i regionen Auvergne-Rhône-Alpes i centrala Frankrike. Kommunen ligger i kantonen Saint-Didier-en-Velay som tillhör arrondissementet Yssingeaux. År 2022 hade Saint-Victor-Malescours 804 invånare.

## Befolkningsutveckling
Antalet invånare i kommunen Saint-Victor-Malescours
| Referens: INSEE |